# Albiolo
Albiolo là một đô thị ở tỉnh Como trong vùng Lombardia, có cự ly khoảng 40 km về phía tây bắc của Milano và khoảng 12 km về phía tây của Como. Tại thời điểm ngày 31 tháng 12 năm 2004, đô thị này có dân số 2.372 người và diện tích là 2,9 km².
Albiolo giáp các đô thị: Cagno, Faloppio, Olgiate Comasco, Solbiate, Uggiate-Trevano, Valmorea.